# Bognæs (Vabs)
 For alternative betydninger, se Bognæs. (Se også artikler, som begynder med Bognæs)
Bognæs (dansk) eller Booknis (tysk) er navnet på en bebyggelse og et gods i det østlige Svansø i Sydslesvig, beliggende midtvejs mellem Store Vabs og Damp. Bognæs markerer den sydøstlige pynt af halvøen Svans.
Bognæs er første gang nævnt i 1285 som silua Bokænæs (latinsk: silva≈skov). 1382 findes formen Bokenshøuede. Fra 1900-tallet kendes formen Bøgenæs. Stednavnet er sammensat af substantiverne bøg (oldnordisk bōk) og -næs (oldnordisk nes). Navnet beskriver altså et næs med bøgetræer. Op til i dag er området præget af løvskov. Nord for Bognæs munder Bogå (tysk: Bokenau, også: Svartstrøm Å) i Østersøen.
Bognæs gods var i middelalderen kongelig ejendom og tilhørte den danske krone. Senere gik godset i biskoppernes eje. I 1930 lod friherre Ahlefeldt-Dehn opføre en ny hovedbygning i tidssvarende arkitektoniske former. Den nye bygning med stort valmtag og et stærkt fremspringende, konkavt midterparti blev tegnet af den nordtyske arkitekt Ernst Prinz.
Administrativt hører Bognæs under Vabs kommune i delstaten Slesvig-Holsten. I den danske periode hørte bebyggelsen under Vabs Sogn (Risby Herred, senere Svans Godsdistrikt).